# Tarnov (Eslováquia)
Tarnov é um município da Eslováquia, situado no distrito de Bardejov, na região de Prešov. Tem 5,84 km² de área e sua população em 2018 foi estimada em 406 habitantes.

## Demografia
| Ano:        | 1994 | 2004   | 2014   | 2024   |
| ----------- | ---- | ------ | ------ | ------ |
| Broj ljudi: | 371  | 378    | 379    | 415    |
| Razlika:    |      | +1,88% | +0,26% | +9,49% |

| Ano:               | 2023 | 2024   |
| ------------------ | ---- | ------ |
| Número de pessoas: | 399  | 415    |
| Diferença:         |      | +4,01% |